# Alessia Vigilia
Alessia Vigilia (Bolzano, 1 september 1999) is een Italiaanse wielrenster.

## Carrière
Bij de junioren won Vigilia in 2016 het nationaal kampioenschap tijdrijden, ze was in deze tijdrit 13 seconden sneller dan de nummer twee Lisa Morzenti. In 2017 werd ze op hetzelfde kampioenschap tweede achter Letizia Paternoster. Eveneens in 2017 eindigde ze als tweede op het Wereldkampioenschap tijdrijden bij de junioren. Landgenoot van Vigilia, Elena Pirrone reed de tijdrit zeven seconden sneller dan Vigilia. In 2018 ging Vigilia koersen voor de Italiaanse ploeg Valcar PBM, na het seizoen van 2019 maakte ze de overstap naar de Spaanse ploeg Cronos Casa Dorada Women Cycling. Bij deze Spaanse ploeg reed ze eveneens twee seizoenen. Voor het seizoen van 2022 maakte zij de overstap naar de Italiaanse ploeg Top Girls Fassa Bortolo. In 2023 behaalde ze haar grootste successen bij deze ploeg. Ze won de Trofej Umag en het eind-, punten- en bergklassement in de Ronde van Toscane. In augustus van 2023 werd bekend dat Vigilia voor de seizoenen 2024 en 2025 een contract had  getekend bij de Franse ploeg FDJ-Suez.

## Overwinningen
2016
 Italiaans kampioene tijdrijden, junioren
2017
 Wereldkampioenschap tijdrijden, junioren
2023
Trofej Umag
Jongerenklassement Ronde van Bretagne
Eind-, punten- en bergklassement Ronde van Toscane
2024
Jongerenklassement Ronde van Bretagne

## Resultaten in voornaamste wedstrijden
| Jaar | Ronde van Italië | Ronde van Frankrijk | Ronde van Spanje |
| ---- | ---------------- | ------------------- | ---------------- |
| 2018 |                  |                     | 69e              |
| 2019 | 85e              |                     |                  |
| 2020 |                  |                     | opgave           |
| 2021 |                  |                     | opgave           |
| 2022 | 27e              |                     |                  |
| 2023 | 33e              |                     |                  |
| 2024 | 77e              |                     | 55e              |
| 2025 | 51e              |                     | 55e              |

| Jaar | Milaan-San Remo | Gent-Wevelgem | Parijs-Roubaix |
| ---- | --------------- | ------------- | -------------- |
| 2018 |                 |               |                |
| 2019 |                 |               |                |
| 2020 |                 |               |                |
| 2021 |                 |               |                |
| 2022 |                 |               |                |
| 2023 |                 |               |                |
| 2024 |                 | opgave        | 25e            |
| 2025 | 110e            |               |                |

## Ploegen
- 2018 –  Valcar PBM
- 2019 –  Valcar Cylance Cycling
- 2020 –  Cronos Casa Dorada Women Cycling
- 2021 –  Women Cycling Team
- 2022 –  Top Girls Fassa Bortolo
- 2023 –  Top Girls Fassa Bortolo
- 2024 –  FDJ-SUEZ
- 2025 –  FDJ-SUEZ

Adegeest · Brown   · Buysman · Cavalli · Curinier · Demay · Duval · Guazzini · Kraak · Le Net · Molengraaf · Muzic · Uttrup Ludwig · Verhulst · Vigilia · Wiel
Adegeest · Buysman · Chabbey · Curinier · Demay · Duval · Gery · Guazzini · Kraak · Labous · Le Net · Molengraaf · Muzic · Rayer · Vigilia · Vollering · Wiel · Wollaston